# Messanges
|  | Per a altres significats, vegeu «Messanges (Landes)». |

Messanges és un municipi francès al departament de la Costa d'Or (regió de Borgonya - Franc Comtat). L'any 2007 tenia 240 habitants.

## Demografia

### Població
El 2007 la població de fet de Messanges era de 240 persones. Hi havia 82 famílies, de les quals 8 eren unipersonals (8 dones vivint soles i 8 dones vivint soles), 29 parelles sense fills, 41 parelles amb fills i 4 famílies monoparentals amb fills.
La població ha evolucionat segons el següent gràfic:

### Habitatges
El 2007 hi havia 106 habitatges, 84 eren l'habitatge principal de la família, 13 eren segones residències i 8 estaven desocupats. 104 eren cases i 1 era un apartament. Dels 84 habitatges principals, 79 estaven ocupats pels seus propietaris, 4 estaven llogats i ocupats pels llogaters i 1 estava cedit a títol gratuït; 2 tenien dues cambres, 6 en tenien tres, 29 en tenien quatre i 47 en tenien cinc o més. 71 habitatges disposaven pel capbaix d'una plaça de pàrquing. A 26 habitatges hi havia un automòbil i a 55 n'hi havia dos o més.

### Piràmide de població
La piràmide de població per edats i sexe el 2009 era:
| Homes | Edats   | Dones |
| ----- | ------- | ----- |
| 0     | 95 o +  | 0     |
| 0     | 90 a 94 | 0     |
| 4     | 85 a 89 | 4     |
| 0     | 80 a 84 | 0     |
| 4     | 75 a 79 | 0     |
| 4     | 70 a 74 | 0     |
| 4     | 65 a 69 | 4     |
| 0     | 60 a 64 | 0     |
| 0     | 55 a 59 | 0     |
| 8     | 50 a 54 | 8     |
| 8     | 45 a 49 | 8     |
| 12    | 40 a 44 | 8     |
| 16    | 35 a 39 | 4     |
| 4     | 30 a 34 | 20    |
| 8     | 25 a 29 | 8     |
| 0     | 20 a 24 | 0     |
| 4     | 15 a 19 | 0     |
| 8     | 10 a 14 | 0     |
| 12    | 5 a 9   | 8     |
| 4     | 0 a 4   | 8     |

## Economia
El 2007 la població en edat de treballar era de 155 persones, 124 eren actives i 31 eren inactives. De les 124 persones actives 121 estaven ocupades (65 homes i 56 dones) i 3 estaven aturades (1 home i 2 dones). De les 31 persones inactives 10 estaven jubilades, 12 estaven estudiant i 9 estaven classificades com a «altres inactius».

### Ingressos
El 2009 a Messanges hi havia 84 unitats fiscals que integraven 232 persones, la mediana anual d'ingressos fiscals per persona era de 20.548 €.

### Activitats econòmiques
Dels 6 establiments que hi havia el 2007, 1 era d'una empresa de fabricació d'altres productes industrials, 2 d'empreses de construcció, 2 d'empreses de comerç i reparació d'automòbils i 1 d'una empresa classificada com a «altres activitats de serveis».
Dels 2 establiments de servei als particulars que hi havia el 2009, 1 era un guixaire pintor i 1 electricista.
L'any 2000 a Messanges hi havia 7 explotacions agrícoles que ocupaven un total de 354 hectàrees.

## Poblacions properes
El següent diagrama mostra les poblacions més properes.